# Philaethria nigromaculatus
Philaethria nigromaculatus är en fjärilsart som beskrevs av Johann August Ephraim Goeze 1779. Philaethria nigromaculatus ingår i släktet Philaethria och familjen praktfjärilar. Inga underarter finns listade i Catalogue of Life.